# Редькин, Николай Романович
Никола́й Рома́нович Ре́дькин (род. 12 марта 1986, Балтым, Свердловская область) — российский музыкальный журналист и ютубер, бывший редактор порталов о хип-хоп-культуре Rap.ru и The Flow. Сооснователь YouTube-шоу «Вписка», автор YouTube-канала «Брокен дэнс» и телеграм-канала «Сломанные пляски». Бывший участник музыкальной группы «Боди».

## Биография

### Ранние годы
Родился 12 марта 1986 года в селе Балтым в Свердловской области.
В 2000 году в возрасте 14 лет впервые познакомился с хип-хопом, когда в руки попали аудиокассеты с дебютным альбомом Децла «Кто ты?» и группы «Легальный бизне$$» «Рифмомафия», а также альбом американского рэпера и продюсера Dr. Dre «2001» (1999), которого Редькин слушал на повторе.
Ушёл из школы после девятого класса и поступил в Уральский государственный университет на факультет международных отношений. По словам Редькина, это диаметрально противоположный журналистике профиль, но «жизнь иногда заводит нас в неожиданные места».

### Начало карьеры журналиста
В 2004 году ему в руки попал старый номер музыкального журнала Rolling Stone, прочитав который ему захотелось заняться чем-то похожим. Редькин стал читать другие журналы и интернет-статьи, включая блоги «Живой Журнал» (англ. LiveJournal), где в то время находились музыкальные журналисты из тогдашних модных СМИ. Потом появился шанс в этом поучаствовать и Редькин стал вести блог о музыке в Екатеринбурге, который читало 42 человека, и одним из них был Андрей Никитин.
В 2006 году Редькин начал писать статьи для местной газеты.
В январе 2010 года главный редактор портала о хип-хоп-культуре Rap.ru Андрей Никитин связался с Николаем Редькиным и предложил ему стать частью проекта. В 2011 году журналист переехал в Москву и писал статьи для портала до 2014 года.
2 июня 2014 года вместе со всем штатом сотрудников Rap.ru перешёл на новый портал The Flow, где писал свои авторские статьи.

### Вписка и уход с The Flow
Идея создания интернет-шоу «Вписка» возникла в Челябинске в 2017 году. В то время Николай Редькин работал редактором портала о хип-хоп-культуре The Flow, а Василий Трунов — редактором челябинской интернет-газеты «Слово». Трунов задумал написать серию текстов о популярных современниках, а Редькин предложил делать шоу в формате интервью и выпускать на YouTube, вдохновившись проектом Юрия Дудя «вДудь». Дудь в свою очередь помог им с запуском шоу: дал несколько советов и познакомил с рекламодателями. Продюсером шоу выступил блогер и бизнесмен Дмитрий Балакирев, а постоянным оператором стал Теймур Халиков.
29 мая 2017 года был создан YouTube-канал «Вписка», а 5 июля того же года вышел первый выпуск с Олегом ЛСП, Ромой Англичаниным.
В 2020 году Редькин ушёл с поста редактора The Flow. В том же году выпустил дебютный альбом в составе группы «Боди».
22 февраля 2022 года Редькин создал собственный YouTube-канал «Брокен дэнс» и телеграм-канал «Сломанные пляски» и с середины 2023 года практически не появлялся в выпусках шоу «Вписка» из-за занятости своим проектом «Брокен дэнс».

## Общественная позиция
27 февраля 2022 года вместе с другими музыкальными журналистами подписал обращение президенту Российской Федерации Владимиру Путину с требованием прекратить вторжение России на Украину.

## Критика
В декабре 2018 года Николай Редькин и Василий Трунов попали в список «Десяти южноуральских блогеров, которые набрали уже более 5,7 миллиона подписчиков», составленный корреспондентом Антоном Балахниным для челябинского портала 74.ru. По мнению автора, их шоу «Вписка» можно назвать челябинским наполовину, поскольку оттуда родом журналист Василий Трунов. Проект «Вписка» также указан в разделе «Интересные каналы» у Юрия Дудя.
В декабре 2020 года дебютный и единственный альбом группы Николая Редькина «Боди» под названием «Пресс» вошёл в список «10 лучших русскоязычных поп-альбомов 2020 года», составленный исследователем поп-музыки Антоном Вагиным в статье для интернет-портала «Нож». По мнению автора, это «идеальное переосмысление русской музыки 20-летней давности со всеми её противоречивыми особенностями, где сошлись гламур ночных клубов и трагедия босых улиц».
В декабре 2023 года ведущий рубрики «Рецензии» информационного агентства InterMedia Алексей Мажаев, рецензируя видео с канала «Брокен дэнс» под названием «Как Юрий Каплан стал Валентином Стрыкало», отметил, что в выпуске «очень точно анализируется» феномен композиции «Наше лето», другие песни с альбома «Смирись и расслабься» сравнили с музыкой советских ВИА, эстетикой группы «Браво» и мелодикой группы Radiohead. По мнению Редькина, главным референсом для Юрия Каплана был Сергей Михалок, который также «начинал с пародий на жлобскую эстраду».
В июле 2024 года в обзоре на очередной выпуск «Брокен дэнс» Алексей Мажаев упомянул, что, по версии Редькина, на революцию в российской попсе середины 1990-х годов оказала влияние рейв-музыка, когда в поп-жанр пришли «продюсеры с опытом клубной электронной музыки». Мажаев частично согласился с этим мнением, поскольку продюсеры всё меньше и меньше думали о модности и «старались сделать музыку ближе и понятнее широких массам».

## Личная жизнь
В первый раз женился в 2010 году, но уже через год пара развелась.
В 2018 году женился во второй раз на OnlyFans-модели Олесе Брук.

## Дискография
Синглы
- 2016 — «Мой белый»[18]

Альбомы в составе группы «Боди»
| Год  | Название | Комментарий |
| ---- | -------- | ----------- |
| 2020 | «Пресс»  | —           |

Синглы в составе группы «Боди»
- 2020 — «Шрум-шрум»